# Shellhuset, Köpenhamn

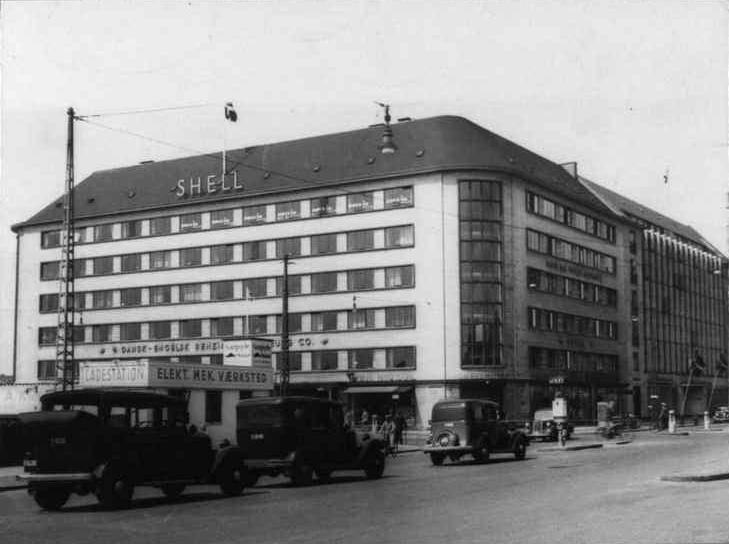
Det ursprungliga Shellhuset

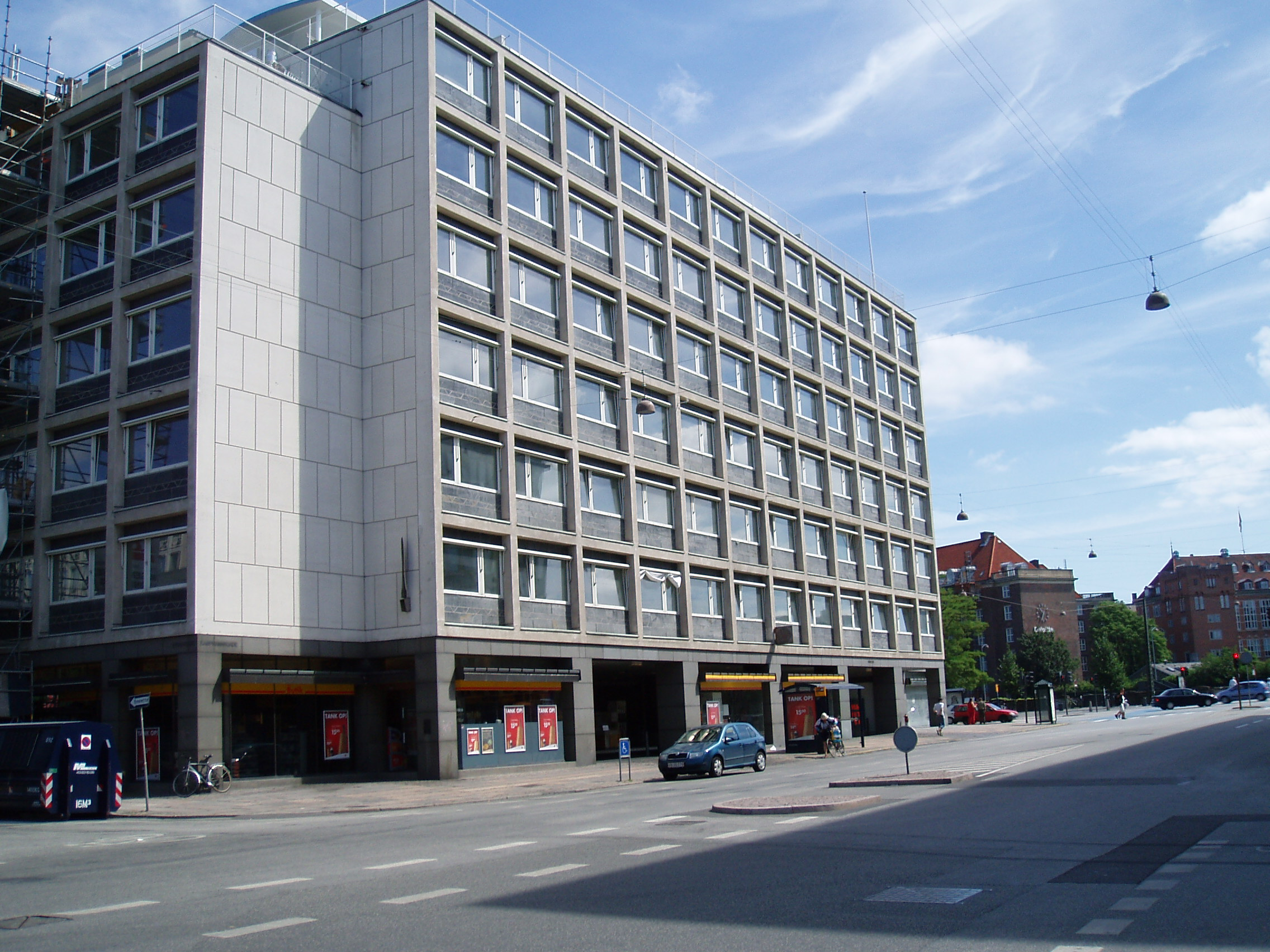
det nuvarande huset uppfört 1950-1951

Shellhuset är en byggnad i Köpenhamn, tillhörande det brittiska oljebolaget Shell, innan de flyttade ut 2001. 
Under nazistiska ockupationen av Danmark beslagtogs byggnaden av Gestapo. Efter påtryckningar från den danska motståndsrörelsen gjorde det brittiska flygvapnet RAF en mycket spektakulär precisionsbombning av denna byggnad. Tyskarna, som hade insett faran att bli bombade, hade placerat sina politiska fångar på översta våningen (vilket de också såg till att göra känt). Under flygräden, den  21 mars 1945, fällde RAF:s jaktplan sina bomber från mycket låg höjd, på så vis att de träffade de lägre våningarna. Räden blev en stor framgång, då ett stort antal danska politiker och motståndsmän lyckades fly, samt att Gestapos arkiv förstördes. Bombräden hade en tråkig del, då ett plan i första räden störtade nära en flickskola, och i sista räden såg piloterna branden och trodde att det var målet och fällde bomberna där, vilket dödade 104 civila, mest kvinnor och barn. Detta avslöjades inte i medier den första tiden. På det egentliga målet dödades 55 tyska soldater, 47 Gestapoanställda och 8 fångar. Bombningen var den mest spektakulära händelsen under den tyska ockupationen i Danmark. Liknande räder utfördes också samtidigt i en par andra danska städer.